# Orbán László (egyetemi lelkész)
Orbán László (Kolozsvár, 1969. május 11. – Duna-delta, 2008. augusztus 9.) katolikus pap, egyetemi lelkész, a Fokoláre mozgalom tagja.

## Gyermekkora
Két testvére volt. Megkeresztelése után nem volt kapcsolata az egyházzal. Amikor az akkori kolozsvári pap, György Balázs próbálta felvenni a kapcsolatot a híveivel, akkor talált rá a nyilvántartásban az Orbán családra. György Balázs meghívta Laci nővérét, Jutkát az ifjúsági órára. Laci akkor abban az időszakban volt, hogy nagyon kereste magát, az élete útját és értelmét. A barátaival a horgászatban, majd a keleti utakban próbálták megtalálni örömüket, de valahogy nem sikerült. Jutkát elkísérte az ifjúsági órára, és már az első alkalom után érezte, hogy lehetséges, ő ezt kereste. Idővel teljesen meg is bizonyosodott róla. 
Akkoriban gyakori volt, hogy az erdélyi magyarok kiszöktek Magyarországra, a jobb megélhetés reményében. Laci édesanyja és húga, Kinga voltak az elsők a családban, akik átköltöztek. Majd idővel az édesapja és a nővére is követték őket. Laci úgy döntött, hogy bár nehéz lesz neki a családja nélkül, ő mégis marad és jelentkezik a papi szemináriumba.

## Katonaság
Érettségi után jelentkezett is a Gyulafehérvári Papnevelő Intézetbe, de elkezdeni csak a sorkatonasági szolgálat után tudta. A katonaság alatt is Istenbe próbált kapaszkodni, és vele együtt megélni a szenvedéseket. Bár nagyon szeretett volna, nem tudott templomba járni, de nagyon sokat imádkozott. Amikor kezdetét vette a forradalom, azt a feladatot kapta, hogy őrizzen egy templomot. Ez éppen karácsonykor volt, így megkért valakit, hogy mivel nem mozdulhat el az őrségből, szóljon neki, amikor az áldozás következik, hogy ő is áldozhasson. A Miatyánk alatt szóltak neki, így bement. Akkor érezte, hogy milyen jó is Istennel együtt lenni. Míg kint a halál, a szenvedés és a harc volt, addig bent a fényesség, az öröm és a nyugalom uralkodott. Ekkor is érezte, hogy neki a papi hivatás az élete.

## Papnevelő intézetben töltött évek
Leszerelése után jelentkezett a teológiára. Először az elöljárók nem akarták felvenni, mivel attól tartottak, hogy idővel a családja után fog menni. A félelem jogos is lehetett, de Laciban nagyobb volt az Isten iránti elköteleződés, minthogy elutasítsa azt. Felvétele után teljesen átadta magát Istennek, próbált jó kispapként Jézus nyomdokaiban járni. A szemináriumban találkozott a Fokoláre Mozgalommal. Harmadéves kispapként kérvényezte, hogy elmehessen Olaszországba megismerni ezt a lelkiséget. Engedélyt kapott, hogy egy évig tanulmányozza a mozgalmat. Ő volt az első kispap, aki ebbe a papi iskolába ment, hogy megismerje és elmélyítse az egység lelkiségét.

## Élete papként
1998-ban szentelték pappá. Papi jelmondata: ,,Még ma velem leszel a Paradicsomban.’’ (Lk 23, 43) Első kinevezési helye Gyimesfelsőlok volt. Itt az Árpád-házi Szent Erzsébet Gimnáziumban lelkiatyaként is szolgált. Második kinevezési helye Csíkszentgyörgy. Mindként helyen nagy változásokat hozott. Nagyobbrészt a fiatalokra összpontosított és remélte, hogy ő is segíthet abban nekik, hogy megtalálják Istent, ahogy neki segített annak idején György Balázs atya. Ennek reményében mindkét helyen ifjúsági csoportot alapított, akikkel alkalmakat szervezett, ifjúsági szentmiséket vezetett be, együtt gondolkodtak azon, hogyan éljék meg mindennapjaikban a hitüket.
2002-ben az érsek Rómába küldte, hogy kint családpasztorációt tanuljon, majd 2004-ben kinevezte Gödemesterháza plébánosának. Itt egy évet tevékenykedett, majd 2005-ben egyetemi lelkésznek nevezték ki. Hazakerült Kolozsvárra, ahol az ott tanuló egyetemisták papja lett. Egyetemi lelkészként is az volt a célja, hogy a fiatalokat közel vezesse Istenhez.

## Idézetek Orbán Lászlótól
„Mikor nagyobbacska lettem, észrevettem, hogy élek, s láttam, hogy a barátaim is élnek és vidámak, csakhogy ezzel az élettel valamit csinálni kell. Miért élek; csak úgy élek? A fű a kertben, az is él, de annak is van valami szerepe, hogy segít focizni vagy valami, de az én életemnek mi lesz az értelme?”
„Észszerűen megélni az életet…,de mi az, hogy ,,észszerű”?”
„Világosan látom, hogy Jézus Krisztus a lelkek megmentésére hív, hogy teljesen a tévelygők utolsó lehetőségének felajánlására készüljek fel.”
„Nincs más út megkell szentülni, szentként leélni az életet, utat utatni másoknak…Ebben az évben megértettem, hogy egyetlen célom lehet az életben: szentté válni.”
„Két dolog éget belülről: az, hogy milyen hivatásra szólít az Úr, és az, hogy hogyan őrizhetem meg magamban az éltszentség utáni vágyat napközben.”
„….jelen kell lennem, mint ahogy egy ünnepen jelen van az ember. Mit tegyek, ha megszoktam, hogy szétszórt és<< fáradt>> legyek? Isten gondoskodik! Csak jelen lenni, most, most”
„Egy kapu örökre bezárult…sőt egy híd leszakadt mögöttem, nem maradt más, csak Isten.”
„Valamikor megszeretem Jézust, kész voltam mindent elhagyni érte, de ez nem sokáig tartott. Most egyre jobban vonz a világ, egyre nehezebb követni Őt. Újra kell választanom Jézust.”
„Mária Műve a világon a legcsodálatosabb valóság, amelynek mélységét ember ki nem tudja fejezni, és Isten meghívott ebbe a Műbe engem!”
„Add, hogy majd azon az utolsó napon, amikor eléd állok, elfelejtsem egészen azt, hogy én és ne maradjon semmi más, csak Te!”

## Halála
2008 augusztusában az egyetemistákkal kirándulni voltak a Duna-deltában, ahol azért, hogy megmentse egy diák életét, sajátját áldozta föl. A fiú a nagy hullámok és a sodrás miatt majdnem megfulladt, amikor László utána úszott, hogy kimentse. Bár megmentette a fiút, neki nem sikerült kijutnia, és életét vesztette.
2011-ben György Balázs atya szerette volna kérvényezni Orbán László boldoggá avatását. Azóta nem történt előrelépés, tisztelete viszont eleven él a csíkszentgyörgyi Gátkötők körében, a kolozsvári Katolikus Egyetemi Lelkészségen, valamint a halála előtt nem sokkal alapított imalánc mozgalomban. 2018-ban két nyelven könyv jelent életéről, magyarul és románul Pál-József Csaba összeállításában.